# Ален дьо Шанжи
Ален дьо Шанжи (на френски: Alain Carpentier de Changy) е бивш пилот от Формула 1. Роден на 5 февруари 1922 г. в Брюксел, Белгия.

## Формула 1
Ален дьо Шанжи прави своя дебют във Формула 1 в Голямата награда на Монако през 1959 г. В световния шампионат записва 1 състезания като не успява да спечели точки, състезава се с частен Купър.